# Donau Straße
Die Donau Straße B 3 ist eine Landesstraße B in Niederösterreich und Oberösterreich, Hauptstraße B in Wien und ehemalige Bundesstraße.

## Verlauf

### Marchfeld
Die Donau Straße verläuft auf einer Länge von circa 195 km von Engelhartstetten im Bezirk Gänserndorf entlang der Donau linksufrig flussaufwärts bis nach Linz, wo sie nach einem Kilometer rechtsufrig endet. In Engelhartstetten beginnt die Donau Straße an der Kreuzung mit der Bernstein Straße B 49 und führt über das südliche Marchfeld nach Wien.

### Wien
Im Stadtgebiet von Wien, wo die Straße im 22. und 21. Bezirk meist parallel zur Donauufer Autobahn A 22 verläuft, ist die Bezeichnung Donau Straße im Sprachgebrauch kaum verbreitet. Es werden die Namen der lokalen Straßen verwendet, namentlich die Straßenzüge Esslinger Hauptstraße, Groß-Enzersdorfer Straße, Siegesplatz, Asperner Heldenplatz, Aspernstraße, Erzherzog-Karl-Straße, Donaustadtstraße, Siebeckstraße, Dückegasse, Angyalföldstraße, Katsushikastraße und Prager Straße, von wo die Donau Straße über Korneuburg nach Stockerau führt.

### Wein- und Waldviertel
In Stockerau mündet die Donau Straße in die dort beginnende Horner Straße B 4. Zwischen Stockerau und Krems an der Donau wurde die Donau Straße durch die Stockerauer Schnellstraße S 5 ersetzt. Ab Krems führt die Donau Straße durch die Wachau, den Nibelungengau und den Strudengau. Hier bestehen mehrere Verbindungen zur Wiener Straße B 1.
Bei Dürnstein wurde im Jahr 1959 der damals größte und modernste Bundesstraßentunnel Österreichs in Betrieb genommen. Von Oktober 2018 bis März 2019 wurde der nach wie vor zweitlängste Gegenverkehrstunnel Niederösterreichs modernisiert und technisch auf neuen Stand gebracht. Während dieser Zeit war er nur großräumig umfahrbar. Neben PKW durften nur Linienbusse und Einsatzfahrzeuge für eine kurze Umleitung den Treppelweg benützen.

### Mühlviertel
Vom Strudengau führt die Donau Straße über das Machland nach Linz, wo sie auf der Steyregger Brücke die Donau überquert und an der Anschlussstelle VOEST der Mühlkreis Autobahn A 7 endet. Als Fortsetzung am nördlichen Donauufer zweigt davor die Prager Bundesstraße B 125 ab.

## Geschichte
Die Mauthausener Straße zwischen Linz und Emmersdorf gehörte ab dem 1. Jänner 1950 zum Netz der Bundesstraßen in Österreich. Früher wurde sie in Oberösterreich als Hauderer Straße bezeichnet.
Die Stein-Emmersdorfer Straße am nördlichen Donauufer zwischen Krems und Emmersdorf gehört zu den Straßen in Niederösterreich, die durch das Bundesgesetz vom 2. Juni 1954 zu Bundesstraßen erklärt wurden. Im Bundeshaushalt 1954 wurden 15.000.000 Schilling für den Ausbau dieser Straßen bereitgestellt.
Die Marchegger Straße zwischen Groß-Enzersdorf und Engelhartstetten gehörte ab dem 1. April 1959 zum Netz der Bundesstraßen in Österreich.
Gemäß Bundesstraßengesetz von 1971 sollte die Marchfelder Schnellstraße S 1 die Marchegger Straße ersetzen. Diese Schnellstraße wurde jedoch nicht gebaut, deshalb wurde am 1. April 1983 die Bundesstraße B 3 bis Engelhartstetten verlängert.
Vorher endete die B 3 seit dem 1. September 1971 in Aspern an der geplanten, aber nie bis dorthin gebauten Wiener Außenring Autobahn A 21.
Die Neubaustrecke zwischen Stockerau und Krems ersetzte am 1. Jänner 1972 die Stockerau-Kremser Straße über Hausleiten und Kirchberg am Wagram, die seit 1948 als Bundesstraße diente und damit zur Landesstraße L 14 herabgestuft wurde.
Die Stockerau-Kremser Straße wurde seit 1949 als B 3 bezeichnet, diese Nummer wird seit 1971 für die gesamte Donau Straße verwendet.
Seit dem 12. September 1979 führt die Donau Straße westwärts über die neugebaute Donaubrücke bei Steyregg zwei Kilometer weit bis zur A 7 exit 7 (Voestalpine), vorher endete sie fünf Kilometer weiter nördlich (heute L 569) an der Prager Bundesstraße B 125 in Linz-Katzbach.
Ab 1997 wurde der Abschnitt zwischen Stockerau und Tulln als Stockerauer Straße B 304 bezeichnet. Durch das Bundesstraßen-Übertragungsgesetz vom 29. März 2002 wurde die Strecke zwischen Stockerau und Krems zu der Stockerauer Schnellstraße S 5 und die restliche Strecke der Donau Straße B 3 in die Verwaltung der Bundesländer übertragen.

## Zweigstrecken
Kurze Zweigstrecken mit hoher Verkehrsbedeutung erhalten in Österreich eine Nummer mit angehängtem Buchstaben.
Mit der Eröffnung der Donaubrücke zwischen Emmersdorf und Melk 1972 wurde die Melker Straße B 3a geschaffen. Diese verbindet die B 3 am nördlichen Donauufer mit der Anschlussstelle Melk an der West Autobahn A 1 südlich der Donau und führt als Umgehungsstraße an der Stadt Melk vorbei.
In Verbindung mit der Verlängerung der B 3 bis Engelhartstetten wird der 1,7 km lange südliche Abschnitt der Donaustadtstraße zwischen Erzherzog-Karl-Straße und dem Knoten Kaisermühlen (Donauufer Autobahn A 22 / Autobahn Südosttangente Wien A 23) seit dem 1. April 1983 als Donaustadt Straße B 3b geführt. Bis zum Weiterbau der A 23 im Jahre 1993 musste sie den Großteil des von der Praterbrücke kommenden Verkehrs Richtung Norden aufnehmen.
Bis zur Eröffnung der Umfahrung von Perg am 28. August 1999 wurde die Donau Straße durch das Stadtgebiet von Perg geführt. Nach der Umlegung der B 3 auf die Umfahrungsstraße wurde der etwa sechs Kilometer lange westliche Teil der bisherigen Perger Ortsdurchfahrt in B 3c umbenannt, der östliche Abschnitt zur Gemeindestraße abgestuft.
Die Stadtstraße Aspern bekam nach der Umplanung von Autobahn zu Bundesstraße die Nummer B 3d zugewiesen.

## Galerie

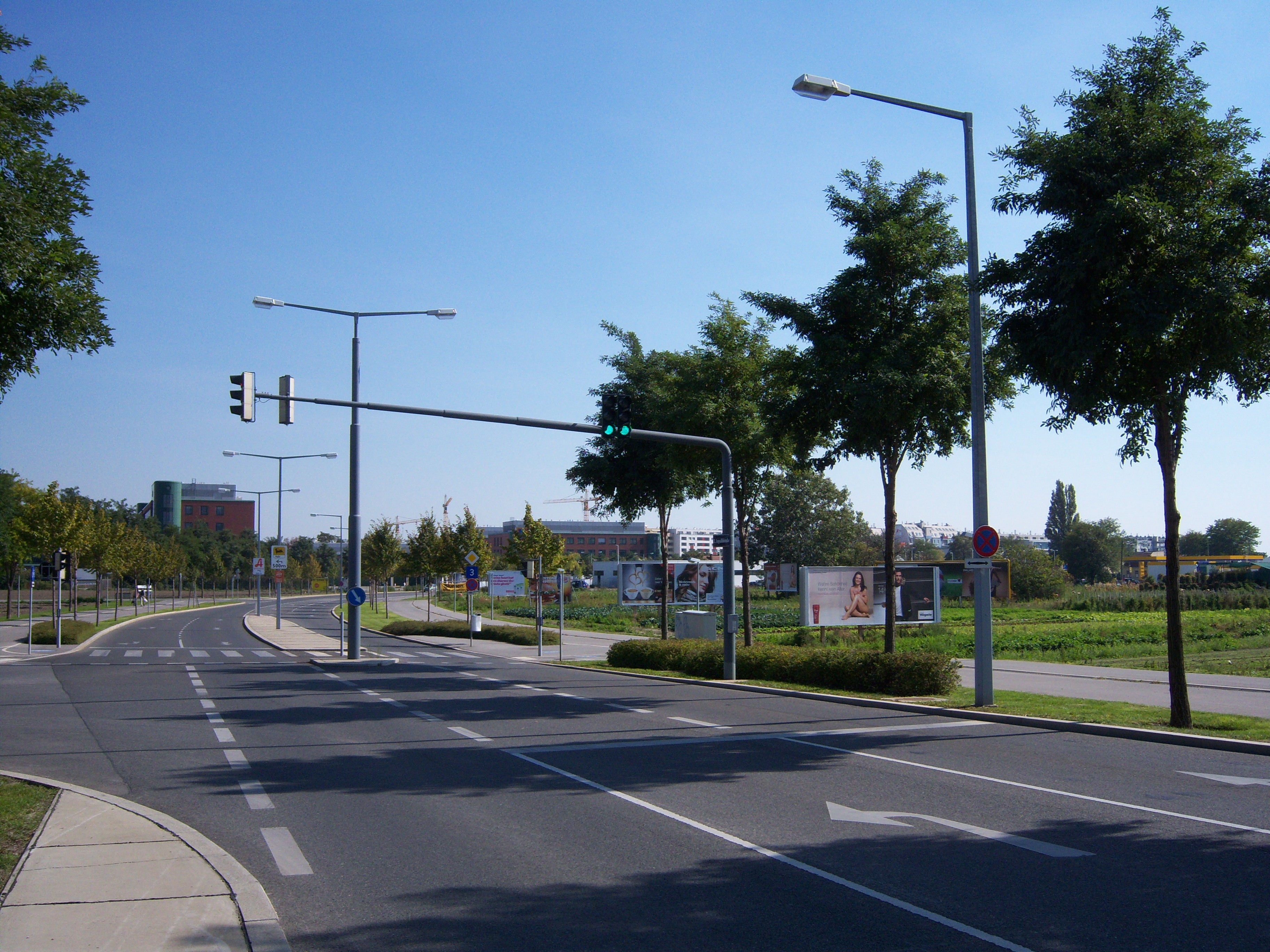
B3 auf der Angyalföldstraße Richtung Kagran
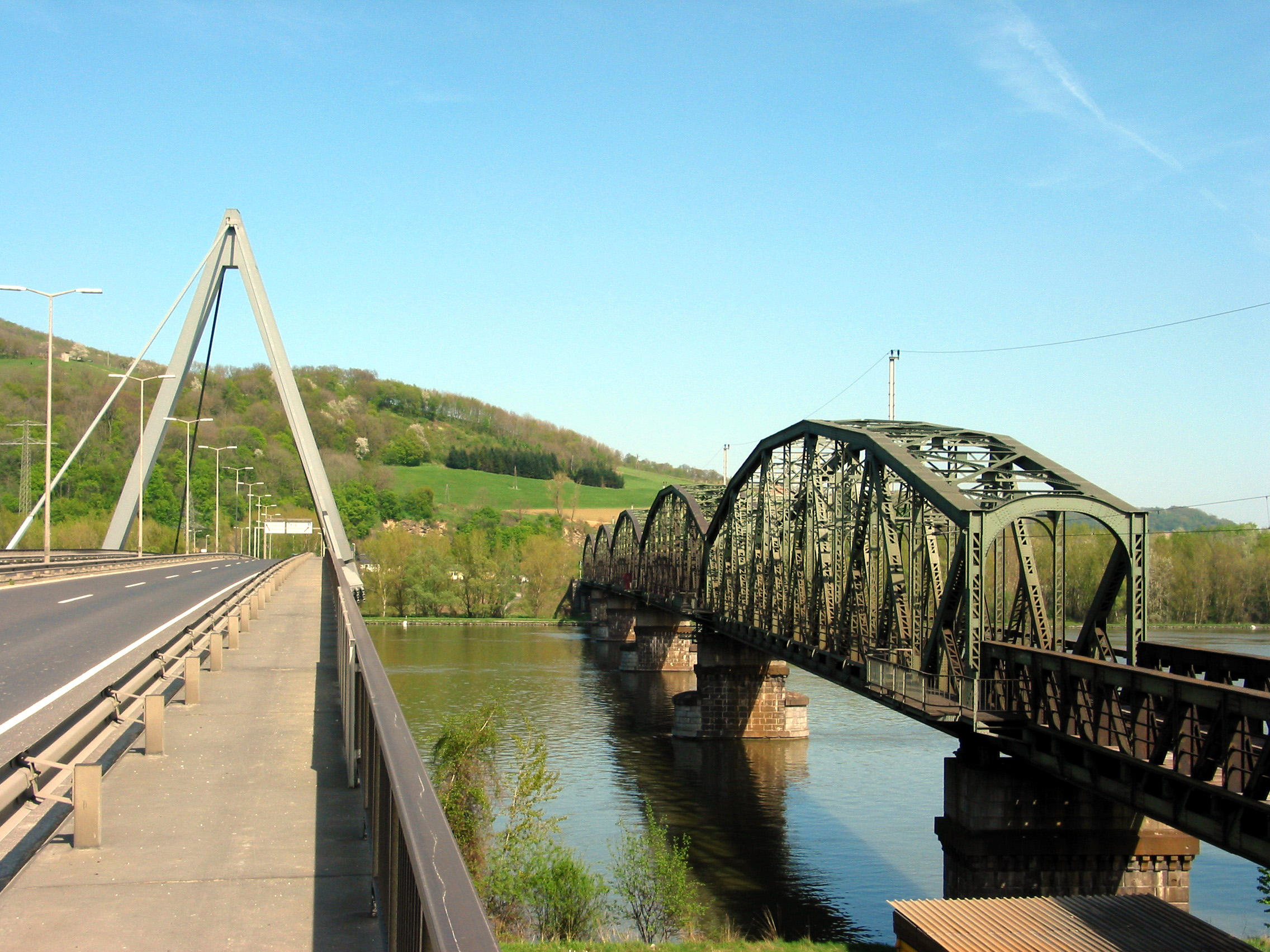
Donaubrücken bei Steyregg, Richtung Osten
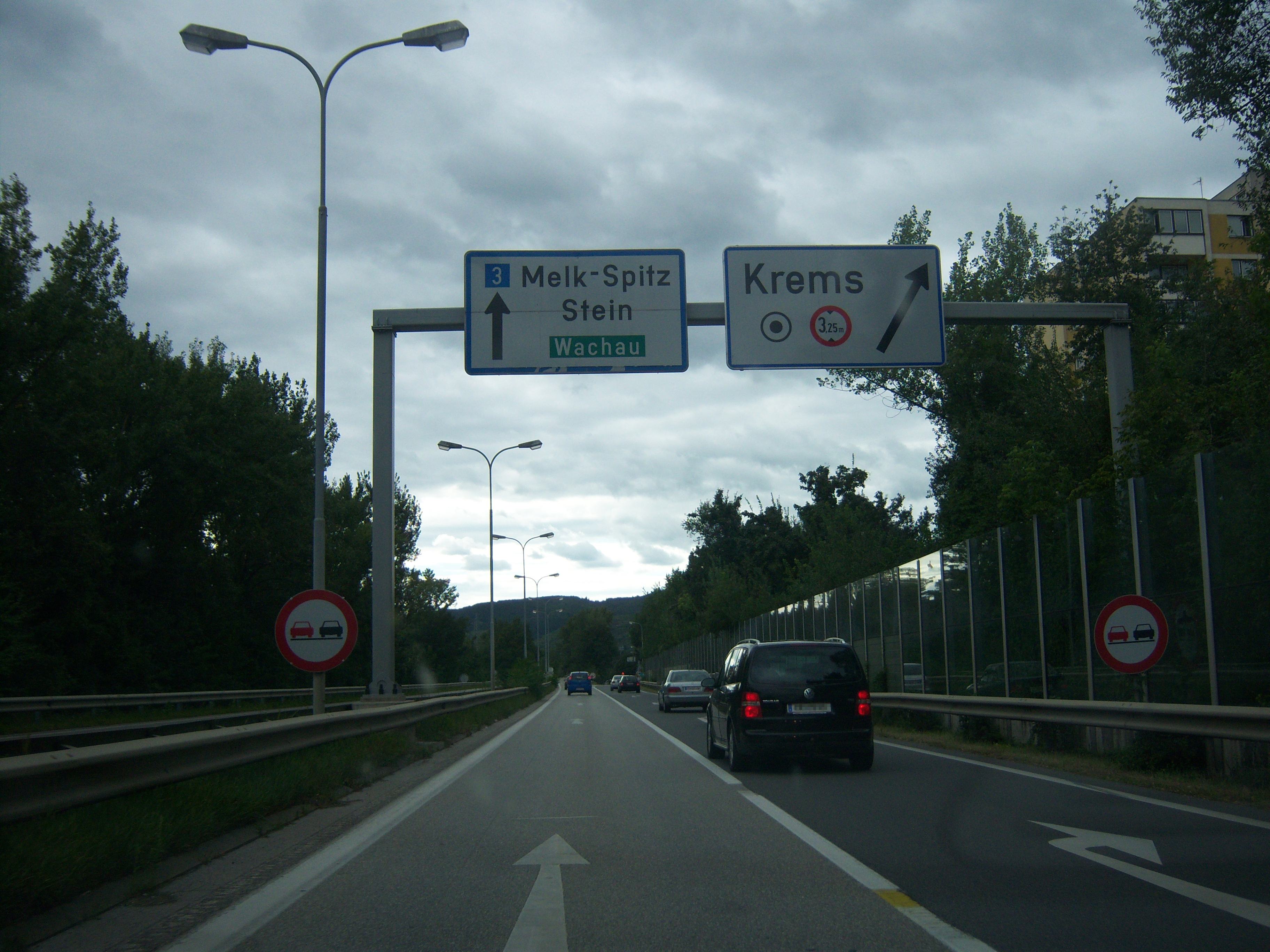
Ausfahrt Krems-Zentrum
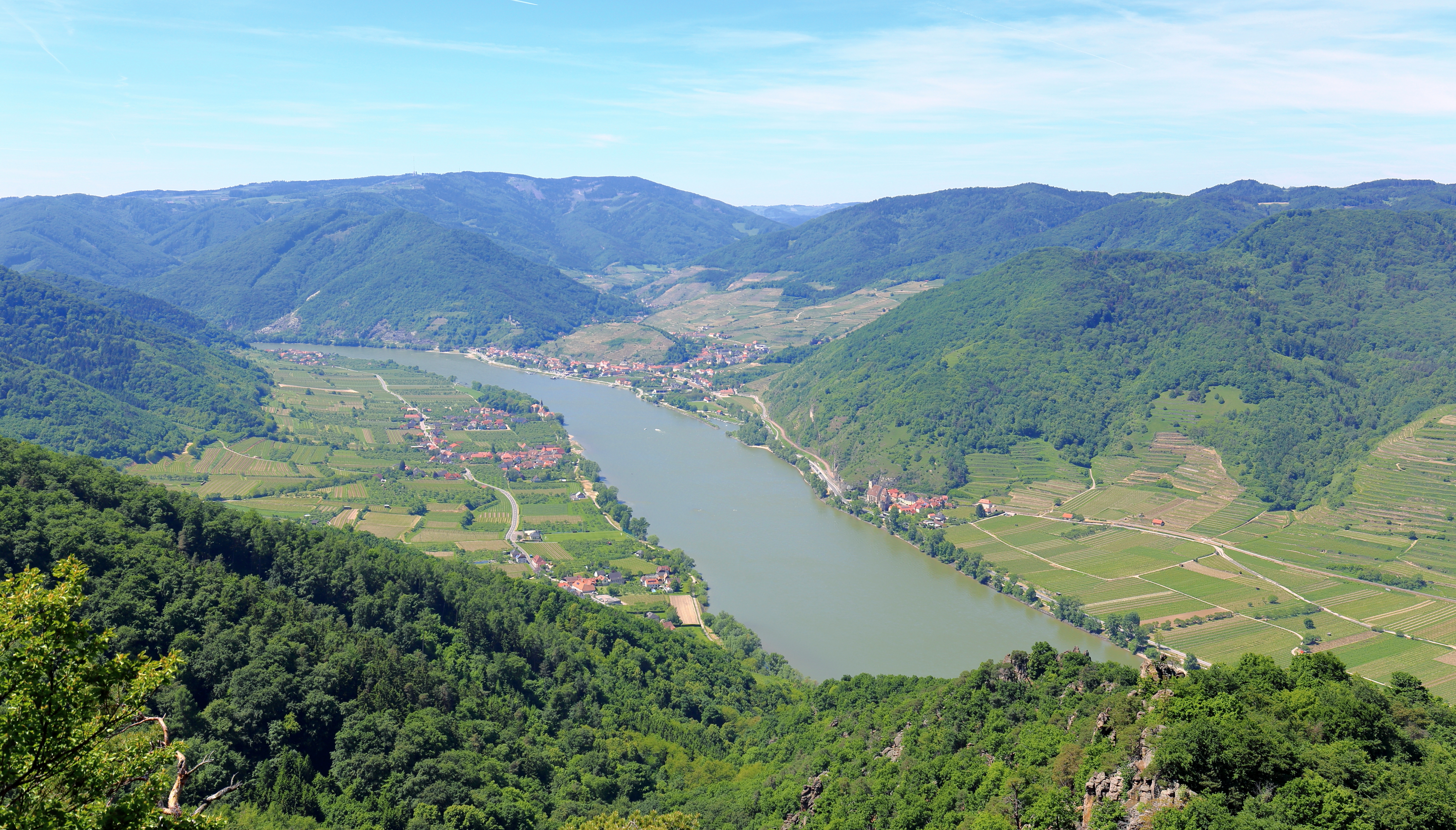
B3 am nördlichen Ufer der Donau im Bereich St. Michael/Spitz